# Háifoss
La cascada Háifoss (pronunciació islandesa: [haːu.ɪˌfɔsː]) és a prop del volcà Hekla al sud d'Islàndia. El 'riu Fossa', afluent del Thjórsá, cau aquí des d'una altura de 122 m. Aquesta és la segona cascada més alta de l'illa.